# Зеб Шилликот
Зе́б Шилликот (фр. Zeb Chillicothe) — литературный проект, псевдоним группы авторов, под которым публиковались фантастические романы французского издательства Plon с 1985 по 1994 год.

## История
На волне популярности произведений в жанре постапокалиписа, французский издатель Жерар Де Вилье придумал тематическую серию, о путешествиях в гибнущем мире, который сочетает элементы историй о Диком Западе и фантастику о высоких технологиях. Основой мира книжной серии стала концепция «Хроники возвращения дикого мира» (Фр. Les chroniques du retour sauvage). Она была описана в романах «Возвращение» ( Survivance, 1980) и «Ши» (Shea, 1982). Оба романа написал Кристиан Мантей, под псевдонимом Бади Мэтисон (ориг. Budy Matieson, отсылка к имени писателя Ричарда Мэтисона). 
Впоследствии Мантей стал основным автором, работающим под псевдонимом Зеб Шилликот, и принимал участие в работе над каждой книгой серии. Дебютный роман «Хищник Джаг» (фр. Jag le felin) познакомил читателя с юношей-сиротой, который избавляется от рабского положения. Он отправляется в путешествие по пустошам Северной Америки, переживающим фантастический Апокалипсис. Всего было выпущено 34 тома. В 1995 году первые 10 книг сериала были изданы на русском языке минским издательством «МЕТ».

## Художественные особенности
Причиной конца света в романах о Джаге стала всеобщая апатия от осознания того, что Вселенная сжимается. Человечество прекратило научный прогресс; социальные и государственные институты пришли в упадок. Впоследствии, планету загрязнил радиоактивный космический мусор, падающий с околоземной орбиты. В зонах загрязнения развились уникальные эко-системы.

Мир романов наполнен такими яркими атрибутами постапокалиптической фантастики, как радиоактивное заражение, жестокие дикие племена, города вседозволенности, банды грабителей, караваны и мутанты. Однако в некоторых книгах серии появляются мистические и хоррор элементы. Читатели романов о Джаге отметили атмосферную схожесть произведений с компьютерной игрой Fallout. Книги о Джаге представляют собой типичный бульварный роман.
Не претендуя ни на что, кроме законного места в киоске между газетой «СПИД-инфо» и фильмами о девушке-киборге Немезиде на VHS, сериал про Джага эксплуатировал все главные штампы жанра: вплоть до таких уже ставших самопародией клише, как нацисты («Расколотый мир») и ящеры («Люди-тритоны»). 

## Известные авторы
В разные годы под псевдонимом Зеб Шилликот работали такие писатели, как Пьер Дюбуа (книги 1 — 3) и Серж Брюссоло (книги 8, 10, 14). 

## Память
В романе фантастов Андрея Левицкого и Алексея Бобла «Песчаный блюз» герои передвигаются на вездеходе «Зеб Шилликот». Существует модель данного вездехода, выполненная Вячеславом Захоржевским, моделистом-любителем из Донецка.
«Зеб Шилликот» — шестиколесный сендер с острым носом, широкой кормой и дощатой палубой. Борта покрыты листами жести, надстройки деревянные. Трюм в носовой части, сзади два двигателя, бензобак и система управления.

«Технотьма 5: Песчаный блюз»